# Brian Glynn
Brian Glynn (Németország, Iserlohn, 1967. november 23. –) kanadai jégkorongozó védő.

## Karrier
Komolyann junior karrierjét az SJHL-ben kezdte 1983-ban az Melville Millionaires és 1985-ig játszott ebben az ifi csapatban. Az 1985-ös szezon végén felkerült a WHL-es Saskatoon Bladesbe ahol 1987-ig volt csapattag. Az 1986-os NHL-drafton a Calgary Flames választotta ki a második kör 37. helyén. 1987–1988-ban szinte az egész szezont végig játszotta a Flamesszel és újonc védőhöz képest jók voltak az eredményei. A következő idényben csak kilenc mérkőzésen léphetett jégre az NHL-ben mert ezután lekerült az IHL-es Salt Lake Golden Eaglesbe. A következő idényben már csak egy mérkőzésnyi lehetőséget kapott az NHL-ben és ismét a Salt Lake Golden Eagles találta magát ám ott a szezon végén elnyerte a legjobb védőnek járó trófeát (Governors'-trófea). 1990–1991-ben átigazolt a Minnesota North Starsba, ahol 66 mérkőzést játszhatott és a szezon végén nyolc mérkőzésre leküldték az IHL-be ismét a Salt Lake Golden Eaglesbe de a North Stars nagy rájátszásbeli menetelésének a tagja volt, amikor is a csapat eljutott a Stanley-kupa döntőig, ám ott alul maradt a Pittsburgh Penguinsszel szemben. A következő szezon közben a Minnesota North Starsból átkerült az Edmonton Oilersbe, ahol még egy évet töltött. 1993–1994-ben az Ottawa Senators megszerezte a játékjogát de a szezon közben tovább adták a Vancouver Canucksnak. 1994–1995-ben a Hartford Whalers játékosa lett két évig és még egyetlenegy mérkőzést játszott az 1996–1997-esz szezonban de ezután leküldték az IHL-es San Antonio Dragonsba. Utolsó profi idényében a német ligában játszott Cologne Sharksban. Ezután visszavonult.

## Díjai
- IHL Első All-Star Csapat: 1990
- Governors'-trófea: 1990